# Cucudeta
Cucudeta – rodzaj pająków z rodziny skakunowatych i podrodziny Spartaeinae. Obejmuje trzy opisane gatunki. Występują endemicznie na Nowej Gwinei.

## Morfologia
U zmierzonych samców długość karapaksu wynosi od 1,4 do 1,5 mm, podobnie długość opistosomy (odwłoka) to od 1,4 do 1,5 mm. U zmierzonych samic długość karapaksu wynosi od 1,5 do 1,7 mm, a długość opistosomy od 1,7 do 2,1 mm. W ubarwieniu ciała dominuje ciemny brąz lub czerń. Ośmioro oczu rozmieszczonych jest w trzech poprzecznych szeregach. Oczy pary tylno-środkowej przemieszczone są na szczyt głowowej części karapaksu, gdzie leżą stycznie do linii łączących środkowe krawędzie oczu pary przednio-bocznej i tylno-bocznej. Przemieszczenie to sprawia, że zwracają się one raczej ku górze niż ukośnie. Między oczami pary tylno-środkowej i tylno-bocznej brak jest wyraźnego przewężenia. Szczękoczułki nie są wydłużone, ani ku przodowi sterczące, brak również rogokształtnego wyrostka sklerytu intercheliceralnego. Przednia krawędź szczękoczułka ma dwa lub trzy zęby, a tylna od trzech do pięciu. Sternum ma przy biodrze każdego odnóża wyniesiony guzek; szczególnie silne są guzki przy odnóżach pary pierwszej. Nadstopia odnóży pierwszej pary mają po cztery pary wydatnych brzusznych szczecinek makroskopowych. Nogogłaszczki większości gatunków cechują się bulbusem z wydatną apofyzą medialną, długim i cienkim embolusem oraz brakiem konduktora. Jednak u C. gahavisuka apofyza medialna jest mniejsza, embolus krótki, a obecna przy apofyzie flanka może reprezentować uwsteczniony konduktor. Odpowiednio u samic większości gatunków przewody płytki płciowej są długie, a u C. gahavisuka krótkie. 

## Ekologia i występowanie
Wszystkie gatunki występują endemicznie na Nowej Gwinei w północnej części krainy australijskiej. Znane ich stanowiska znajdują się w prowincjach Eastern Highlands i Southern Highlands w Papui-Nowej Gwinei. Podawane były z rzędnych od 1170 do 2318 m n.p.m. Bytują w wilgotnej, ale nie przemoczonej ściółce, zarówno leżącej na glebie, jak spoczywającej na nasadach pni pandanów.

## Taksonomia
Takson ten wprowadzony został w 2009 roku przez Wayne'a Maddisona na łamach Zootaxa. Nazwa rodzajowa pochodzi od słowa kukudet, oznaczającego w języku hewa „pająk”. Maddison zaliczył do rodzaju trzy opisane w tej samej publikacji gatunki, typowym wyznaczając C. zabkai.
Do rodzaju tego należą trzy opisane gatunki:
- Cucudeta gahavisuka Maddison, 2009
- Cucudeta uzet Maddison, 2009
- Cucudeta zabkai Maddison, 2009

Rodzaj ten pierwotnie umieszczono w podrodzinie Cocalodinae. Po rewizji systematyki skakunowatych z 2015 roku takson ten ma status plemienia w obrębie podrodziny Spartaeinae, obejmując także rodzaje Allococalodes, Cocalodes, Depreissia, Tabuina, Waymadda oraz Yamangalea.